# Mas de Mainer
El Mas de Mainer era una antiga masia situada a tocar Reus, que va desaparèixer a mitjans dels anys cinquanta del segle xx.
El nom oficial del mas era Mas de Mayner, ja que havia estat propietat de Ramon Mayner, comerciant de vins i gendre de Josep Boule. També se l'havia conegut com a Mas del Boule, perquè era en terrenys heretats per Mayner del seu sogre. El terreny ocupava l'espai comprès entre la via del tren, el carrer del Doctor Robert i un bocí del carrer de Frederic Soler. Ara la finca la travessa l'avinguda de l'Onze de Setembre. El nom ha desaparegut junt amb el mas, però en resta un terreny erm on hi ha encara restes de l'antiga construcció: un cobert, un pou d'aigua i una bassa en desús, i alguns arbres de l'antic jardí. Al costat nord-oest del terreny hi ha l'escola Joan Rebull.
Quan Ramon Mayner va vendre les seves terres a Joan Sardà i Farriol, el nou propietari, en la postguerra, va urbanitzar una part important dels terrenys, i va construir una barriada coneguda com a Niloga, sorgida cap a començaments dels anys seixanta del segle xx. També edificà una masia, en el mateix lloc de l'antic Mas de Mainer
Aquests terrenys han estat objecte de diverses propostes d'urbanització. La darrera que es coneix és la d'un promotor que el 2012 va proposar la construcció d'habitatges unifamiliars i cedir uns espais per a equipaments i jardí públic.